# Батлер, Леон
Леон Эдвард Батлер (англ. Leon Edward Butler; 2 декабря 1892, Big Rapids, Мичиган — 18 июня 1973, Филадельфия, Пенсильвания) — американский гребец, выступавший за сборную США по академической гребле в середине 1920-х годов. Бронзовый призёр летних Олимпийских игр в Париже в зачёте распашных двоек с рулевым.

## Биография
Леон Батлер родился 2 декабря 1892 года в городе Биг-Рапидс, штат Мичиган.
Занимался академической греблей в клубе Pennsylvania Barge Club в Филадельфии.
Наивысшего успеха в гребле на международном уровне добился в сезоне 1924 года, когда вошёл в основной состав американской национальной сборной и благодаря череде удачных выступлений удостоился права защищать честь страны на летних Олимпийских играх в Париже. В распашных двойках совместно с Гарольдом Уилсоном и рулевым Эдвардом Дженнингсом благополучно преодолел полуфинальную стадию, тогда как в решающем финальном заезде пришёл к финишу третьим позади экипажей из Швейцарии и Италии — тем самым завоевал бронзовую олимпийскую медаль.
После парижской Олимпиады Батлер больше не показывал сколько-нибудь значимых результатов в академической гребле на международной арене.
Умер 15 июня 1973 года в Филадельфии, штат Пенсильвания, в возрасте 80 лет.